# Geras (Herrschaft)

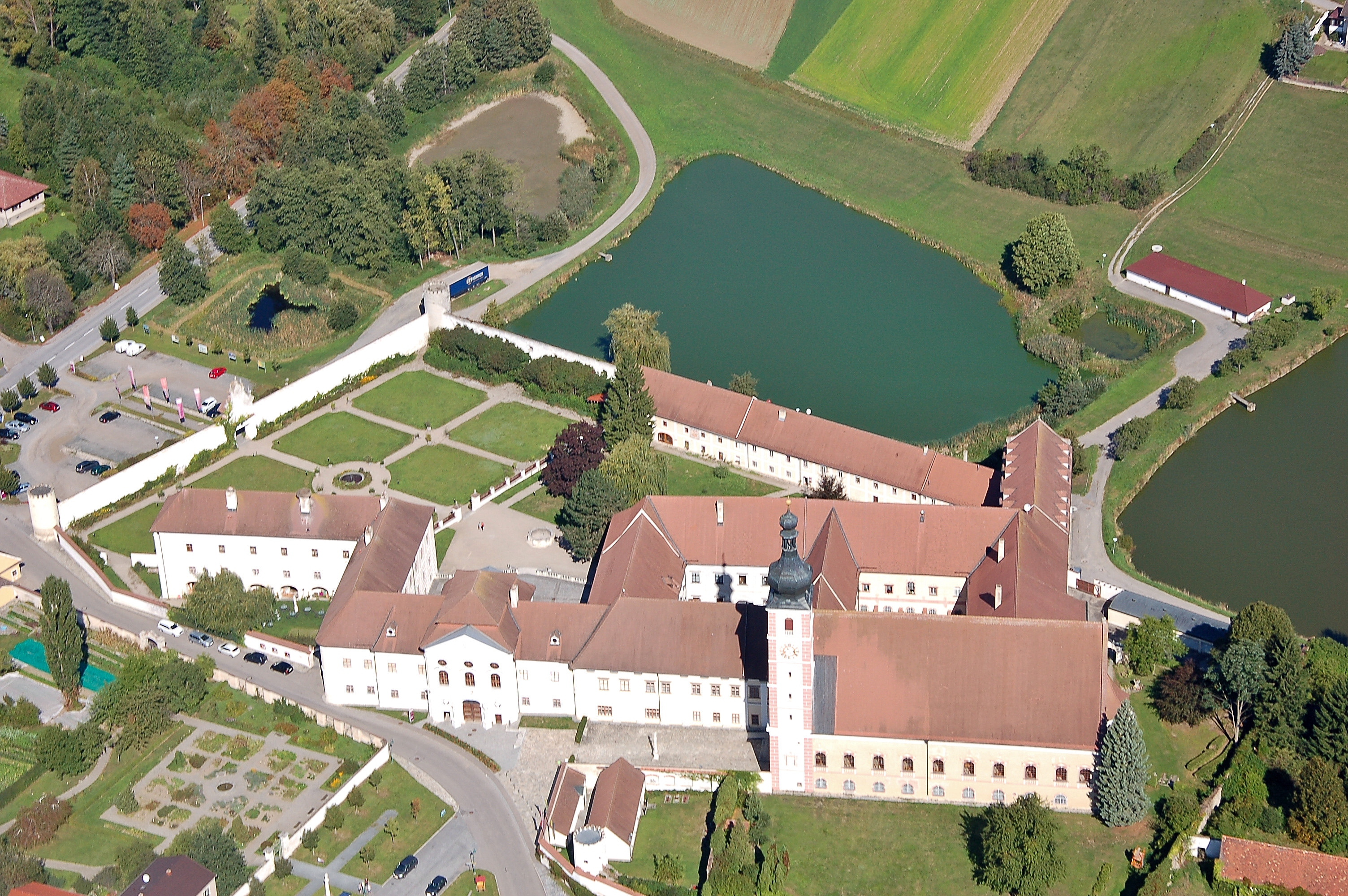
Stift Geras, Sitz der Verwaltung (2012)

Die Herrschaft Geras war eine Grundherrschaft im Viertel ober dem Manhartsberg im Erzherzogtum Österreich unter der Enns, dem heutigen Niederösterreich.

## Ausdehnung
Die Herrschaft, zu der auch die Gülten Ober-Thumritz, Zettenreith und Zettlitz zählten, umfasste zuletzt die Ortsobrigkeit über Geras, Kottann, Pfaffenreith, Sieghartsreith, Hart, Ober-Thumritz, Zettenreith, Pingendorf, Unter-Thumritz, Kirch-Japons, Goßlarn, Zettlitz und Siegmundherberg. Der Sitz der Verwaltung befand sich im Stift Geras.

## Geschichte
Letzter Inhaber der Stiftsherrschaft war Franz Karl Schlegl in seiner Funktion als Abt des Prämonstratenserstifts Geras. Im Zuge der Reformen 1848/1849 wurde die Herrschaft aufgelöst.